# Македонски таен революционен комитет
Македонският таен революционен комитет (МТРК), известен още като Женевската група, а по-късно и като Комитет на македонските революционери – терористи, е лява анархо-терористична организация на български студенти от края на XIX век, целяла освобождението на Македония и Одринска Тракия.
Основите на организацията са положени в Пловдив, като това не става случайно. С основаването на Български таен централен революционен комитет (БТЦРК) през 1885 година в Пловдив първоначалната му цел била освобождението на Македония от османска власт. На практика, обаче била освободена Източна Румелия. След това в Пловдив започнали да възникват други революционни групи и кръжоци, които да подготвят революционното движение в Македония и Одринско. Първият опит за създаване такава организация там бил направен през 1889-1890 година от Пере Тошев и Андрей Ляпчев, бивши членове на БТЦРК.
Основател на друга такава група е Михаил Герджиков, който като ученик под влияние на левичарски идеи създава през 1895 година анархистка група в Пловдивската гимназия, в която влизат Стефан Михов от Пазарджик, Димитър Жечков и Владимир Икономов от Сливен, Петър Манджуков от Мирковци, Скопско и други. След изключването на Михов, Манджуков и Герджиков през декември 1895година, групата се разпада. В края на декември Герджиков и Манджуков се свързват с Йордан Божков и Иван Костов от Вишени, участници в Четническата акция, и заедно с други, по подражание на революционерите от предосвобожденската епоха и на тези от БТЦРК основават Централен революционен македонски комитет със силно анархистична насоченост.
Наред с пловдивския комитет подобни групи започват да действат из цяла България. Такива са анархистичните групи в Казанлък, Русе, Разград, Плевен, Габрово, Лом и др. Главните действащи лица в тези групи са Димо Николов и Григор Попдочев от Казанлък, Върбан Килифарски от Разградско, Светослав Мерджанов от Карнобат, Кина Генова от Русе, Петър Соколов от Кюстендил и други.
През 1896 г. много ученици от кръжоците са арестувани и изключени от различните гимназии. Това принуждава Михаил Герджиков, Димо Николов и Григор Попдочев да заминат за Швейцария, където започват да следват право. През 1897 г. в Женева те заедно с други българи, основават Македонския таен революционен комитет. Членове са Димо Николов, Григор Попдочев, Димитър Общински, Кина Генова, студентка по социология, Тодора Златева от Кюстендил, Иванка Христова Ботева, Надежда Добрева, Петър Манджуков, Светослав Мерджанов, Михаил Герджиков, Димитър Ганчев от Русе, Йордан Калчев от Тутракан.
Почти по същото време в Пловдив е възстановена македонската анархистична група, която вече действа като клон на МТРК. В нея влизат Димитър Аргиров, Иван Вълкович, Лазар Силянов и Димитър Общински от Пловдив, както и Йордан Шурков от Велес. Групата получава и разпространява в Пловдив и околните села възванието на МТРК към българския народ, както и неговата програма.
В София МТРК установява връзка с Македоно-одринска социалдемократическа група издаваща вестник „Политическа свобода“. Във вестника е публикувано съобщение за получаването на възванието на МТРК към българския народ, а в следващите броеве са поместени редица статии за програмата на МТРК и кратки съобщения за дейността му. Програмата е донесена в България от Григор Попдочев като пратеник на комитета. Основната задача на Попдочев е да намери парични средства за финансирането на МТРК. След като не успява да го направи, той се самоубива в Борисовата градина в София в 1899 г.
През лятото на 1898 година Михаил Герджиков и пристигналият в Швейцария Петър Манджуков се заемат със списването и издаването на два вестника: „Глас на Македонский таен революционен комитет“ и „Отмъщение“. Те са отпечатани през юли 1898 година в Париж, като от тях излиза само по един брой. Във вестниците се отбелязва, че революционерите не приемат идеята за автономия, но ще се борят за пълна независимост на Македония. Набляга се на факта, че в Македония съжителстват редица народности, че трябва да се направи опит за обединяването на различните елементи в общо движение. За борба срещу империята се призовават и всички българи от Княжеството.
В Женева студентите се подготвили за навлизане в Македония, където според тях условията били благоприятни за бунтове и въстание. През 1898 г. Михаил Герджиков се завръща в българските земи и става учител в Битоля, където среща Гоце Делчев. След тази среща започват преговори между двете организации и като резултат комитетът се саморазпуска, а по-голямата част от дейците му през 1899 г. се вливат във ВМОРО и ВМОК. Слави Мерджанов и Петър Манджуков създават групата на солунските атентатори. Като цяло всички членове на бившата Женевска група се включват активно в борбата за освобождение на българите от Македония и Одринско.